# Sarema Sadykowna Nagajewa
Sarema Sadykowna Nagajewa (russisch Зарема Садыковна Нагаева; * 30. August 1949 in Taschkent) ist eine sowjetisch-ukrainisch-russische Architektin, Stadtplanerin und Hochschullehrerin.

## Leben
Nagajewa studierte an der Architektur-Fakultät des Taschkenter Polytechnischen Instituts (TaschPI) mit Abschluss 1972.
Bis 1999 lehrte Nagajewa am TaschPI. Sie projektierte das Sozialverwaltungszentrum in Chiwa (1970) und die Musik-Dramatischen Theater in Urganch (1973), Kokand (1983) und Taschkent sowie das Erholungszentrum des diplomatischen Dienstes des Außenministeriums Usbekistans in der Oblast Taschkent (1998). Sie verteidigte 1988 im Moskauer Zentralen Forschungs- und Projektierungsinstitut (ZNIIP) des Bauministeriums mit Erfolg ihre Dissertation für die Promovierung zur Kandidatin der Architektur. 1998 wurde sie dort zur Doktorin der Architektur promoviert.
Nach dem Zerfall der Sowjetunion lebt Nagajewa seit 1991 auf der Krim. Sie erstellte die Generalpläne für die Mikrorajony Kamenka und Beloje in Sewastopol. Sie entwarf ein Projekt für ein Kultur- und Ethnographie-Zentrum und einen Generalplan für den Mikrorajon Ismail-Bei in Jewpatorija. Für das Krimtatarische Akademische Musik-Dramatische Theater und den Komplex Wiedergeburt der 1993 für die aus der Deportation zurückgekehrten Krimtataren gegründeten Krim-Ingenieur-Pädagogik-Universität in Simferopol war sie Koautorin bei der Innenarchitektur, wofür sie 2005 den Taras-Schewtschenko-Preis erhielt zusammen mit dem krimtatarischen Bildhauer Ayder Aliyev, dem Politiker Asis Abdullajew und dem Rektor der Krim-Ingenieur-Pädagogik-Universität Fewsi Jakubow. Seit 2004 ist sie Mitglied der Ukrainischen Akademie für Technik.
Nagajewa ist Professorin des Lehrstuhls für Städtebau der Fakultät für Architektur und Bauwesen der 2014 neu gegründeten Föderalen Wernadski-Universität der Republik Krim (KFU) in Simferopol.

## Ehrungen, Preise
- Taras-Schewtschenko-Preis (2005)
- Ehrenzeichen für Verdienste um die Akademie (2010)[2]
- Ehrenurkunde der Autonomen Republik Krim (2011)[2]
- Ehrenurkunde der Nationalen Akademie für Naturschutz und Kurortbau der Autonomen Republik Krim (2012)[2]
- Ehrenurkunde und Medaille des Präsidiums des Staatsrats der Republik Krim (2016)[2]
- Dank des Präsidenten der Republik Krim Sergei Walerjewitsch Aksjonow (2016) für Projektleitung und Leitung des Lehrstuhls für Städtebau der KFU[2]